# Kaindykette
Die Kaindykette (kirgisisch Кайыңды, кырка тоо; russisch Каинды-Катта хребет) ist ein Gebirgszug im Südosten von Kirgisistan.
Die Kaindykette bildet eine Bergkette, die vom Hauptkamm des Tienschan nördlich abzweigt und sich südlich des Kaindy-Flusstals und Kaindy-Gletschers parallel zur nördlich verlaufenden Engiltschekkette über eine Länge von 65 km in Ost-West-Richtung erstreckt. Im Süden wird die Bergkette vom Kajukap-Gletscher (Lednik Kajukap) sowie weiter westlich vom daraus gespeisten Fluss Terekti begrenzt. Das Gebirge besteht hauptsächlich aus metamorphem Glimmerschiefer und Kalkstein. Die Kaindykette ist zum größtenteils von Firn und Gletschern bedeckt. Der höhere Ostteil erreicht eine maximale Höhe von 5784 m und ist vollständig vergletschert. Der höchste Gipfel des Tienschan, der Dschengisch Tschokusu, befindet sich lediglich 20 km weiter östlich. An den Berghängen treten Felsen und Geröll zum Vorschein. Die unteren Lagen im Westteil der Bergkette sind von alpiner Heidelandschaft geprägt.